# Допустим дефокус
В оптиката допустимият дефокус е максималният размер на проекцията в образната равнина на безкрайно малък източник светлина от обектната страна на оптичната система в милиметри, който все още се смята за относително рязък или във фокус. В идеална оптика това е проекция на точка за всички точкови обекти на фокус и кръг с размера на максимално допустимия дефокус за всички обекти на близката и далечната граница на фокусното поле известно още, като дълбочина на рязкост.
Във фотографията в частност и предимно за целите на определянето наличието на фокус, фокусното поле на сцена или система и хиперфокално разстояние на обектив в система традиционно е прието да се взема със стойност 1/1500 от диагонала на кадъра в милиметри. Тази стойност на c е 0,03 mm за 35 mm филм или сензор и 0,02 mm за АПСц размер и намаляваща с размера на сензора при компактните фотоапарати.
Реалните оптики не образуват перфектни точки или перфектни дефокусирани кръгове и най-добрата проекция на точков източник е малък кръг, който преминава в диск на Айри с повишаването на дифракциите при затваряне на апертурата. Най-малкият образуван диск ще е наличен при апертурата с най-висока резолюция според корекцията на оптиката и сензора. Приетата формула за изчисляване на допустимия дефокус е условна и търпи промени, ако се търси по-висока образна резолюция, свързана с размера на крайната разпечатка/медия, условията при които ще се разглежда, необходима по-висока от крайната резолюция заради даден процес от пост обработката, например потискане на шум и дори персонални предпочитания.

## Максимално допустим дефокус във фотографията
Във фотографията допустимият дефокус за крайната разпечатка или форма на разглеждане най-често се дефинира като най-голямото дефокусирано петно, което все още изглежда като точка за човешко око при типичните или предварително предвидени условия за наблюдение или разглеждане. По тази дефиниция максимално допустимият дефокус за оригиналния образ, този върху лентата или сензора, се определя от три фактора:
1. Острота на човешкото зрение. За повечето хора най-малкото комфортно разстояние за наблюдение на снимка, наречено „близко разстояние за визуална разделимост“ (Ray 2000, 52), е приблизително 25 cm. При това разстояние човек с добро зрения може да резолира 5lp/mm – двойки линии на милиметър, това е еквивалента на 0,2 mm в крайната разпечатка или форма на разглеждане.
2. Условията на разглеждане. Ако крайната разпечатка се гледа при 25 cm, за нея е подходящ максимален допустим дефокус от 0.2 mm. Подходящо разстояние за разглеждане на снимки се води това при, което ъгъла за наблюдение е 60° (Ray 2000, 52); при разстояние от 25 cm, това се пада 30 cm или приблизително размера на разпечатка 20 на 30 cm или по-точно 8″×10″. Много често може да се предположи, че крайната разпечатка ще се разглежда при ъгъл по-малък от 60° и тогава размерът на максимално допустимия дефокус може да се намали пропорционално на стесняването на ъгъла за наблюдение. Но ако крайната разпечатка е с големи размери и ъгълът за наблюдение е по-голям от 60°, то се налага по-малък размер на допустимия дефокус, за да се достигне същата осезаема острота.
3. Увеличение на крайната разпечатка спрямо оригиналния образ. Допустимият дефокус е линейно пропорционален на увеличението на първоначалния образ до крайната разпечатка или ако негатив с размер 35 mm се увеличи до разпечатка с дълга страна 35 cm, то максимално допустимият дефокус на оригиналното изображение е 0,2 mm, взето от предходната точка и разделено на 10 – пътите увеличение, което дава резултат при оригиналното изображение от 0,02 mm максимално допустим дефокус.
По-горните генерализирани методи са условни и не се прилагат, ако размерът на репродукция или условия за разглеждане се отличават значително от нормалните. Ако увеличението е много голямо или се разглежда от много близко разстояние, се налага по-малък допустим дефокус. Формула:
МДД (mm) = Разстояние при разглеждането (cm) / желаната крайна резолюция (lp/mm) при 25cm / увеличението (от оригинален образ до репродукцията) / 25 (от резолюцията в позиция 2)
Ако размерът на крайната разпечатка не се знае, по време на заснемането се приема стандартна стойност, която е различна според различните източници и лежи някъде между 1/1250 от диагонала на оригиналния образ, през общоприетото в онлайн калкулаторите за ДОФ 1/1500 и формулата на Цайс 1/1730 пак от диагонала и по-високи критерии достигащи 70% от максималната резолюция на системата обектив/камера или дори 100% от последното, когато се изчислява ДОФ при максимална резолюция.

### Максимален допустим дефокус за типични сензори, основан на широко приетото правило диаметъра / 15000
| Формат                  | Размер в mm       | МДД      |
| ----------------------- | ----------------- | -------- |
| Малоформатни            |                   |          |
| Nikon 1 series          | 8.8 mm × 13.2 mm  | 0.011 mm |
| Four Thirds System      | 13.5 mm × 18 mm   | 0.015 mm |
| APS-C                   | 15.0 mm × 22.5 mm | 0.018 mm |
| APS-C Canon             | 14.8 mm × 22.2 mm | 0.018 mm |
| APS-C Nikon/Pentax/Sony | 15.7 mm × 23.6 mm | 0.019 mm |
| APS-H Canon             | 19.0 mm × 28.7 mm | 0.023 mm |
| 35 mm                   | 24 mm × 36 mm     | 0.029 mm |
| Средноформатни          |                   |          |
| 645 (6×4.5)             | 56 mm × 42 mm     | 0.047 mm |
| 6×6                     | 56 mm × 56 mm     | 0.053 mm |
| 6×7                     | 56 mm × 69 mm     | 0.059 mm |
| 6×9                     | 56 mm × 84 mm     | 0.067 mm |
| 6×12                    | 56 mm × 112 mm    | 0.083 mm |
| 6×17                    | 56 mm × 168 mm    | 0.12 mm  |
| Голям формат            |                   |          |
| 4×5                     | 102 mm × 127 mm   | 0.11 mm  |
| 5×7                     | 127 mm × 178 mm   | 0.15 mm  |
| 8×10                    | 203 mm × 254 mm   | 0.22 mm  |